# 天领
天领是「皇室直辖领地」的意思，原本指天皇的直轄領地，在歷史文獻中有時特指江户幕府的直轄領地。

## 概要
天领一词，原是在明治初期的旧幕府直辖领地成为了天皇的财产（直辖领地）后被称作天领。后来叙述幕府时代也使用这个词，其实并非只是江户时代用语。
江户时代多用支配所（しはいしょ）、支配处（しはいしょ）这些称谓。也通称御领、御料所、公仪御料。现在多用幕府领、幕领。
幕府直辖的各领地成立代官处，由郡代的代官·远国奉行管理。也有的把领地委托给大名管理。另，旗本知行地（约300万石）也有被称作幕府领、幕领的说法。
在安土桃山时代德川氏的藏入地的基础上，加上关原之战、大坂之役后没收的领地，17世纪末共有约400万石。这些领地的年贡收入是幕府财政的基础，大坂、长崎等重要的城市和佐渡金山等矿山也被划为天领。蝦夷錦和俵物產地的蝦夷地、佐渡、甲斐、飞驒全国都成为了天领。
江户末期成为老中首席的水野忠邦，发布了作为天保改革一环的上知令（江户城大阪城的方圆十里划为天领），遭到了持有周边领地大名的责难。

## 天领中的观光胜地
- 飞驒高山 - 高山市（高山支配所）
- 仓敷美观地区 - 仓敷市（仓敷支配所）
- 石见银山 - 大田市（大森支配所）
- 日田豆田町 - 日田市（日田支配所）

## 幕末的天领

### 北海地方
箱館奉行御預所。记戊辰戰爭(箱館戰爭)后的令制國和郡。 
- 東蝦夷地（千島國）
  - 仙台藩負責守備 - 擇捉场所的一部分（紗那郡、在擇捉島）
- 東蝦夷地（根室國）
  - 仙台藩負責守備 - 根室场所的诸岛（花咲郡的一部分，是齒舞群島和色丹島）
- 東蝦夷地（釧路國）
  - 仙台藩負責守備 - 釧路场所（白糠郡、足寄郡、釧路郡、阿寒郡、網尻郡、川上郡）
- 東蝦夷地（日高國）
  - 仙台藩負責守備 - 沙留场所（沙留郡）、新冠场所（新冠郡）、靜內场所（靜內郡）、三石场所（三石郡）、浦河场所（浦河郡）、樣似场所（樣似郡）、幌泉场所（幌泉郡）
- 東蝦夷地（膽振國）
  - 仙台藩負責守備 - 勇拂场所（勇拂郡）、千歲场所（千歲郡）
  - 南部藩（室蘭陣屋（日语））負責守備 - 虻田场所（虻田郡南西部以外）、有珠场所（有珠郡）、室蘭场所（室蘭郡西部）
- 和人地（膽振國）
  - 南部藩（長萬部陣屋（日语））負責守備 - 山越內场所（山越郡）
- 北蝦夷地（樺太國） 
  - 秋田藩負責守備（白主陣屋・久春古丹（日语）陣屋、萬延元年以后仙台・會津・庄內3藩參加） - 樺太场所（野田郡（日语）、真岡郡、本斗郡、留多加郡、大泊郡、豐原郡 (樺太)（日语）、長濱村並内知床村隸屬長濱郡（日语））、樺太直捌场所（外知床村隸屬長濱郡、富內郡（日语）、榮濱郡（日语）、元泊郡）
  - 石狩出張所 - 石狩御直场所（泊居郡、久春内郡（日语））
  - 大野藩準领 - 鵜城场所（日语）（鵜城郡（日语）、名好郡、迄庫頁島北部幌渓=ホロコタン）
  - 安房勝山藩（日语）・小濱藩・黑羽藩・烏山藩・笠間藩・加納藩（日语）負責守備（安政年间以后，防卫的据点在静香河附近） - 樺太直捌场所（新問郡（日语）、敷香郡（安房勝山藩派遣藩士和领地人民开设渔场）、散江郡（日语））
- 西蝦夷地（北見國）
  - 會津藩負責守備 - 網走场所（網走郡）
  - 秋田藩負責守備（宗谷陣屋） - 宗谷场所栅内（栅内在宗谷岬附近，宗谷郡的一部分）
- 西蝦夷地（石狩國）
  - 石狩役所（庄内藩守備） - 厚田场所（厚田郡）、石狩十三场所（石狩郡、札幌郡、夕張郡、樺戶郡、空知郡、雨龍郡、上川郡）
- 和人地（後志國）
  - 石狩役所（庄内藩守備） - 小樽内场所（小樽郡）、高島场所（高島郡）、忍路场所（忍路郡）、余市场所（余市郡）、古平场所（古平郡）、美國场所（美國郡）、積丹场所（積丹郡）
  - 庄内藩負責守備 - 古宇场所（古宇郡）、岩內场所（岩內郡）、磯谷场所（磯谷郡）、歌棄场所（歌棄郡）
  - 津軽藩負責守備 - 瀬田内场所（瀨棚郡）、太櫓场所（太櫓郡）、奧尻场所（奧尻郡）、久遠场所（久遠郡）
- 和人地（渡島國）
  - 津軽藩負責守備 - 西在（爾志郡的其中乙部村以北）
  - 松前藩負責守備（戶切地陣屋（日语）） - 東在（上磯郡、龜田郡的其中龜田半島以西）
  - 南部藩負責守備（砂原陣屋（日语）） - 東在（茅部郡（舊箱館六箇场所）、龜田郡東部）

### 奥羽地方
记戊辰戰爭(東北戰爭)后的令制國及郡。 
- 陸奧國（岩代國）
  - 桑折代官所 - 伊達郡62村、信夫郡（日语）3村
- 陸奧國（磐城國）
  - 塙代官所 - 白河郡30村、白川郡36村、石川郡49村、田村郡15村
  - 小名濱代官所 - 楢葉郡（日语）19村、磐前郡（日语）38村
  - 桑折代官所 - 宇多郡（日语）1村
- 出羽國（羽前國）
  - 長岡代官所 - 村山郡（日语）113村

### 关東地方
- 常陸國
  - 安藤伝蔵 - 茨城郡（日语）19村、鹿島郡 (茨城縣)（日语）9村、新治郡（日语）17村、筑波郡（日语）38村、真壁郡（日语）102村
  - 北条平次郎 - 茨城郡5村、新治郡2村
  - 福田所左衛門 - 茨城郡1村、新治郡2村、信太郡（日语）1村、真壁郡2村
  - 多田銃三郎 - 多賀郡（日语）10村
  - 小川達太郎 - 鹿島郡13村、行方郡 (常陸國)（日语）3村、新治郡1村、河內郡 (常陸國)（日语）48村、信太郡16村
  - 大竹左馬太郎 - 鹿島郡1村、行方郡1村
  - 林金五郎 - 鹿島郡1村
  - 河津伊豆守 - 河内郡8村、信太郡1村
  - 真岡代官所（山内源七郎） - 真壁郡9村
- 上野國
  - 关东在方掛（日语）（岩鼻陣屋） - 群馬郡（日语）64村、勢多郡50村、利根郡17村、碓冰郡（日语）36村、吾妻郡41村、甘樂郡85村、佐位郡（日语）17村、多胡郡（日语）25村、綠野郡（日语）44村、那波郡（日语）7村、新田郡（日语）66村、山田郡 (群馬縣)（日语）43村、邑樂郡50村
- 下野國
  - 真岡代官所（山内源七郎） - 都賀郡（日语）54村、安蘇郡（日语）2村、足利郡（日语）3村、河內郡46村、芳賀郡75村、那須郡59村、塩谷郡13村
- 下總國
  - 小笠原甫三郎（日语） - 葛飾郡29村、相馬郡 (下總國)（日语）7村
  - 佐々井半十郎 - 相馬郡7村
  - 关东在方掛（布佐陣屋） - 葛飾郡222村、猿島郡23村、結城郡27村、豐田郡 (下總國)（日语）31村、岡田郡（日语）31村、千葉郡（日语）49村、印旛郡99村、埴生郡27村、香取郡125村、匝瑳郡（日语）26村、海上郡（日语）19村、相馬郡49村
- 上總國
  - 关东在方掛（布佐陣屋） - 天羽郡（日语）1村、周淮郡（日语）31村、望陀郡（日语）24村、市原郡（日语）27村、夷灊郡11村、埴生郡2村、長柄郡（日语）31村、山邊郡 (上總國)（日语）51村、武射郡（日语）42村
- 安房國
  - 关东在方掛（布佐陣屋） - 長狹郡（日语）1村、朝夷郡（日语）19村、平群郡 (安房國)（日语）10村、安房郡32村
- 武藏國
  - 松村忠四郎 - 豐嶋郡52村、荏原郡72村、足立郡（日语）7村、多摩郡83村、久良岐郡11村、橘樹郡78村、都筑郡38村、埼玉郡（日语）14村、比企郡14村、高麗郡（日语）55村、入間郡67村、大里郡4村、新座郡（日语）19村、幡羅郡（日语）3村
  - 佐々井半十郎 - 豐嶋郡14村、足立郡114村、葛飾郡202村、埼玉郡38村
  - 大竹左馬太郎 - 豐嶋郡17村、足立郡176村、葛飾郡6村、埼玉郡90村
  - 大河内金兵衛 - 足立郡1村
  - 福田所左衛門 - 足立郡2村、埼玉郡1村、大里郡2村
  - 小笠原甫三郎 - 葛飾郡70村、埼玉郡11村
  - 韮山代官所（日语）（江川太郎左衛門（日语）） - 多摩郡159村、久良岐郡5村、比企郡4村、入間郡3村、榛澤郡（日语）1村、横見郡（日语）1村
  - 古賀一平（日语） - 橘樹郡2村、都筑郡1村
  - 荒井清兵衛 - 埼玉郡1村
  - 平岡忠次郎 - 埼玉郡1村
  - 木村飛騨守 - 埼玉郡21村、比企郡15村、男衾郡（日语）25村、入間郡5村、榛沢郡23村、兒玉郡5村、秩父郡23村、那珂郡 (埼玉県)（日语）2村、横見郡12村、大里郡2村、賀美郡（日语）8村、幡羅郡9村
  - 大岡忠四郎 - 榛澤郡1村
  - 中山誠一郎 - 榛澤郡1村
  - 伊奈半左衛門 - 榛沢郡1村、兒玉郡2村
  - 川田玄蕃 - 兒玉郡1村
  - 大音竜太郎 - 賀美郡1村
  - 神奈川奉行（日语） - 久良岐郡1村
  - 神奈川奉行預所（日语） - 久良岐郡11村、橘樹郡13村
- 相模國
  - 韮山代官所（江川太郎左衛門） - 三浦郡65村、鎌倉郡43村、高座郡37村、大住郡3村、愛甲郡3村、津久井郡15村
  - 松村忠四郎 - 鎌倉郡4村
  - 浦賀奉行預所 - 三浦郡10村、鎌倉郡1村

### 北陸・甲信地方
- 越後國
  - 川浦代官所 - 頸城郡（日语）79村
  - 出雲崎代官所 - 頸城郡135村、魚沼郡（日语）106村、三島郡36村
  - 脇野町代官所 - 魚沼郡11村、三島郡6村
  - 水原代官所 - 蒲原郡（日语）299村、岩船郡3村、三島郡2村
  - 米澤藩預所（日语） - 岩船郡91村
  - 會津藩預所 - 魚沼郡81村
  - 高田藩預所 - 頸城郡234村
  - 新發田藩預所 - 蒲原郡65村
  - 三日市藩預所 - 蒲原郡1村
  - 桑名藩（日语）預所 - 古志郡（日语）17村、魚沼郡20村、刈羽郡31村、蒲原郡144村
- 佐渡國
  - 佐渡奉行 - 加茂郡 (新潟縣)（日语）100村、羽茂郡61村、雑太郡（日语）100村
- 能登國
  - 加賀藩預所 - 羽咋郡15村、鹿島郡23村、鳳至郡22村、珠洲郡1村
- 加賀國
  - 飛騨郡代（日语） - 能美郡18村（白山麓18か村）
- 越前國
  - 飛騨郡代（本保代官所） - 丹生郡62村、大野郡 (福井縣)22村、坂井郡5村
  - 福井藩預所 - 南條郡13村、今立郡40村、丹生郡14村、大野郡13村、坂井郡84村
  - 鯖江藩預所 - 今立郡1村
  - 越前勝山藩（日语）預所 - 大野郡4村
- 甲斐國
  - 甲府代官所 - 山梨郡72村、巨摩郡150村
  - 市川代官所 - 山梨郡10村、八代郡90村、巨摩郡165村
  - 石和代官所 - 山梨郡26村、八代郡52村、都留郡（日语）107村
- 信濃國
  - 中野代官所（日语） - 水内郡31村、高井郡（日语）106村
  - 中之条代官所（日语） - 埴科郡14村、更級郡（日语）1村、小縣郡12村、佐久郡（日语）24村
  - 御影代官所（日语） - 佐久郡85村
  - 飯島代官所（日语） - 筑摩郡（日语）6村、伊那郡（日语）41村
  - 松本藩預所 - 筑摩郡104村、伊那郡46村
  - 松代藩預所 - 水内郡46村、高井郡12村
  - 岩村田藩（日语）預所 - 佐久郡1村
  - 千村平右衛門預所 - 伊那郡11村

### 東海地方
- 伊豆國
  - 韮山代官所 - 君澤郡12村、田方郡15村、賀茂郡31村
- 駿河國
  - 駿府代官所 - 駿東郡16村、富士郡27村、庵原郡37村、有渡郡49村、安倍郡115村、志太郡37村、益津郡3村
- 遠江國
  - 中泉代官所 - 榛原郡41村、城東郡（日语）6村、佐野郡（日语）7村、周智郡35村、磐田郡（日语）1村、山名郡（日语）23村、豐田郡 (遠江國)（日语）127村、長上郡（日语）20村、敷知郡（日语）11村、麁玉郡（日语）1村、濱名郡2村
- 三河國
  - 中泉代官所 - 碧海郡4村、額田郡21村、加茂郡16村、設樂郡（日语）96村、寶飯郡12村、渥美郡（日语）15村、八名郡（日语）16村
- 飛驒國
  - 飛騨郡代 - 益田郡（日语）101村、大野郡136村、吉城郡179村
- 美濃國
  - 美濃郡代（日语） - 厚見郡1村、各務郡12村、羽栗郡14村、中島郡 (岐阜縣)（日语）13村、海西郡11村、石津郡（日语）17村、多藝郡（日语）14村、安八郡14村、本巢郡2村、席田郡1村、方縣郡13村、山縣郡 (岐阜縣)（日语）43村、武藝郡（日语）10村、郡上郡（日语）18村、賀茂郡35村、可兒郡27村、土岐郡（日语）17村、惠奈郡（日语）3村
  - 大垣藩預所 - 厚見郡12村、石津郡5村、多藝郡11村、不破郡20村、安八郡16村、池田郡（日语）1村、大野郡6村、本巢郡23村、席田郡1村、方縣郡6村

### 畿内近国
- 伊勢國
  - 美濃郡代 - 桑名郡44村
  - 四日市代官所（日语） - 三重郡25村
  - 山田奉行 - 度會郡14村
- 大和國
  - 五条代官所 - 葛上郡29村、宇智郡35村、宇陀郡35村、吉野郡226村
  - 奈良奉行 - 添上郡25村、平群郡43村、葛上郡28村、葛下郡27村、式上郡20村、式下郡23村、忍海郡8村、宇陀郡74村、高市郡17村、十市郡19村、山邊郡28村
- 近江國
  - 大津代官所・信楽代官所 - 滋賀郡56村、栗太郡33村、野洲郡45村、甲賀郡31村、蒲生郡91村、神崎郡59村、愛知郡38村、坂田郡12村、浅井郡48村、伊香郡26村、高島郡30村
  - 彥根藩預所 - 蒲生郡7村、神崎郡1村、愛知郡21村、坂田郡5村、浅井郡24村、伊香郡13村
- 山城國
  - 小堀数馬 - 愛宕郡11村、葛野郡15村、乙訓郡16村、紀伊郡11村、宇治郡7村、久世郡7村、綴喜郡3村、相樂郡11村
  - 角倉伊織 - 愛宕郡10村
  - 伏見奉行 - 紀伊郡9村
  - 多羅尾織之助 - 久世郡1村、綴喜郡1村
- 攝津國
  - 大坂町奉行 - 東成郡34村、西成郡117村、住吉郡17村、豐島郡37村、八部郡39村、菟原郡24村、武庫郡10村、川邊郡93村、有馬郡9村
  - 高槻藩預所 - 島下郡14村、島上郡17村、能势郡18村
- 河內國
  - 小堀数馬 - 錦部郡4村、石川郡1村、河內郡8村、讚良郡8村、若江郡17村
  - 内海多次郎 - 石川郡5村、古市郡2村、讚良郡1村、丹南郡10村、丹北郡1村
  - 木村惣左衛門 - 石川郡10村
  - 石原清一郎 - 石川郡1村
  - 多羅尾民部 - 古市郡1村、安宿部郡1村、讚良郡1村、茨田郡16村、交野郡1村、若江郡3村、澀川郡7村、志紀郡1村、丹南郡7村、丹北郡2村
  - 多羅尾織之助 - 大縣郡2村、讚良郡1村、茨田郡21村、若江郡8村、澀川郡7村、志紀郡1村
  - 多羅尾久右衛門 - 讚良郡2村、茨田郡6村、交野郡1村、澀川郡1村、丹北郡4村
  - 斎藤六蔵 - 茨田郡4村
  - 多羅尾主税 - 讚良郡16村、茨田郡11村、丹北郡3村
  - 石原清左衛門 - 茨田郡1村
  - 山崎彦九郎 - 若江郡1村
  - 宇都宮藩預所 - 志紀郡1村、丹北郡3村
  - 高槻藩預所 - 茨田郡6村
- 和泉國
  - 大坂町奉行 - 大鳥郡1村、南郡1村
  - 内海多次郎 - 大鳥郡17村、南郡3村
  - 屋代増之助 - 大鳥郡1村、南郡3村
  - 木村周蔵 - 大鳥郡1村
  - 増田作右衛門 - 大鳥郡3村
  - 松永善之助 - 和泉郡1村
  - 岸和田藩預所 - 大鳥郡1村、南郡4村、日根郡5村
- 丹波國
  - 小堀数馬 - 船井郡6村、冰上郡7村
  - 柴田七九郎 - 冰上郡3村
- 丹後國
  - 久美濱代官所 - 熊野郡53村、中郡10村、竹野郡48村、與謝郡10村、加佐郡4村
- 但馬國
- 播磨國
  - 大坂町奉行 - 美囊郡28村、印南郡1村、加東郡31村、多可郡61村、加西郡42村、神東郡2村、飾西郡1村、揖西郡1村、宍粟郡42村
  - 龍野藩預所 - 揖東郡9村、赤穗郡24村、佐用郡17村

### 山陽・山陰地方
- 美作國
  - 倉敷代官所（日语） - 東北條郡8村、勝北郡13村、西北條郡9村
  - 生野代官所 - 吉野郡19村、勝北郡41村
  - 龍野藩預所 - 勝北郡3村、勝南郡31村、久米北條郡22村、久米南條郡29村
  - 津山藩預所 - 東北條郡7村、大庭郡27村、西西條郡32村
- 備中國
  - 倉敷代官所 - 都宇郡15村、窪屋郡7村、小田郡21村、阿賀郡19村、後月郡1村、淺口郡10村、賀陽郡12村、哲多郡11村、川上郡6村
  - 大森代官所（日语） - 後月郡2村、川上郡13村
- 備後國
  - 倉敷代官所 - 甲奴郡12村、神石郡1村
- 石見國
  - 大森代官所 - 安濃郡30村、迩摩郡46村、那賀郡14村、邑智郡54村、美濃郡1村、鹿足郡5村
- 隱岐國
  - 松江藩預所 - 海士郡8村、知夫郡5村、穩地郡16村、周吉郡32村

### 四國地方
- 讚岐國
  - 倉敷代官所 - 那珂郡5村、小豆郡3村、直島、男木島、女木島
- 伊豫國
  - 高知藩預所 - 宇摩郡23村、新居郡6村、桑村郡4村、越智郡8村、風早郡3村

### 九州地方
- 豐前國
  - 西國筋郡代（四日市代官所） - 宇佐郡65村（企救郡110村、管轄區域的変遷小倉藩 → 长州藩 → 政府直轄地 → 日田縣）
- 豐後國
  - 西国筋郡代 - 玖珠郡33村、日田郡56村
  - 熊本藩預所 - 國東郡14村、速見郡36村、大分郡9村、直入郡12村
  - 佐伯藩預所 - 海部郡10村
- 筑後國
  - 柳河藩預所 - 三池郡12村（日田県 → 編入长崎縣）
- 肥前國
  - 长崎奉行- 松浦郡5村、彼杵郡6村、高來郡5村
- 肥後國
  - 西国筋郡代 - 八代郡5村
  - 西国筋郡代（天草代官所） - 天草郡89村
- 日向國
  - 西国筋郡代（富高代官所） - 臼杵郡5村、那珂郡15村、兒湯郡24村、宮崎郡2村、諸縣郡4村
  - 飫肥藩預所 - 宮崎郡2村、那珂郡12村（北那珂郡7村、南那珂郡5村）

## 关联条目
- 关东御领（日语）
- 御料所
- 藏入地
- 預所（日语）
- 遠國奉行
- 日田天领水（日语）